# Michał Bolesław Zygmuntowicz
Michał Bolesław Zygmuntowicz zwany  Michajłuszką (ur. ok. 1390, zm. na krótko przed 10 lutego 1452) – książę Rusi Czarnej w latach 1440–1441 z dynastii Giedyminowiczów.

## Życiorys
Był synem Zygmunta Kiejstutowicza i nieznanej z imienia córki kniazia Andrzeja z rodu Odyncewiczów. Michał Bolesław wychowywał się i zdobywał edukację na dworze swojego stryja, księcia litewskiego Witolda. Po śmierci Witolda i objęciu władzy przez Zygmunta Kiejstutowicza, 18 października 1432 Michał wystawił dokument, w którym zrzekł się praw do następstwa tronu litewskiego po śmierci swego ojca. Najprawdopodobniej po zdobyciu przez swego ojca tronu litewskiego, Michał objął władzę w księstwie starodubskim i kijowskim. W 1440 ojciec Michała Bolesława został zamordowany przez spiskowców. Zygmuntowicz próbował objąć władzę na Litwie, lecz wielkim księciem obrano Kazimierza Jagiellończyka. Po wyborze Jagiellończyka, Michał uciekł na dwór swej ciotki Danuty Anny na Mazowsze. W 1448 roku Michał, zbiegł do chana krymskiego i doprowadził do najazdu tatarskiego na Podole. W roku następnym Tatarzy ponownie zniszczyli tę ziemię, starając się ją zagarnąć na rzecz swego litewskiego sprzymierzeńca. Zgodnie z przekazem Jana Długosza, Michał Bolesław zmarł w Moskwie, otruty przez księcia moskiewskiego Wasyla II Ślepego.

## Żony
Michał Bolesław Zygmuntowicz był dwukrotnie żonaty. Przed 7 lutego 1435 Michał poślubił wnuczkę księcia warszawskiego Janusza I Starszego oraz córkę Bolesława Januszowica i Anny Fiodorówny, Eufemię. Pierwsza żona Michała zmarła po roku małżeństwa między 3 lutego a 3 marca 1436. Przed 21 sierpnia 1439 Michał Bolesław ożenił się po raz drugi. Jego drugą żoną została córka księcia mazowieckiego Siemowita IV i Aleksandry Olgierdówny, Katarzyna. Obydwa małżeństwa Zygmuntowicza były bezpotomne.